# Trafikkontoret, Stockholms stad

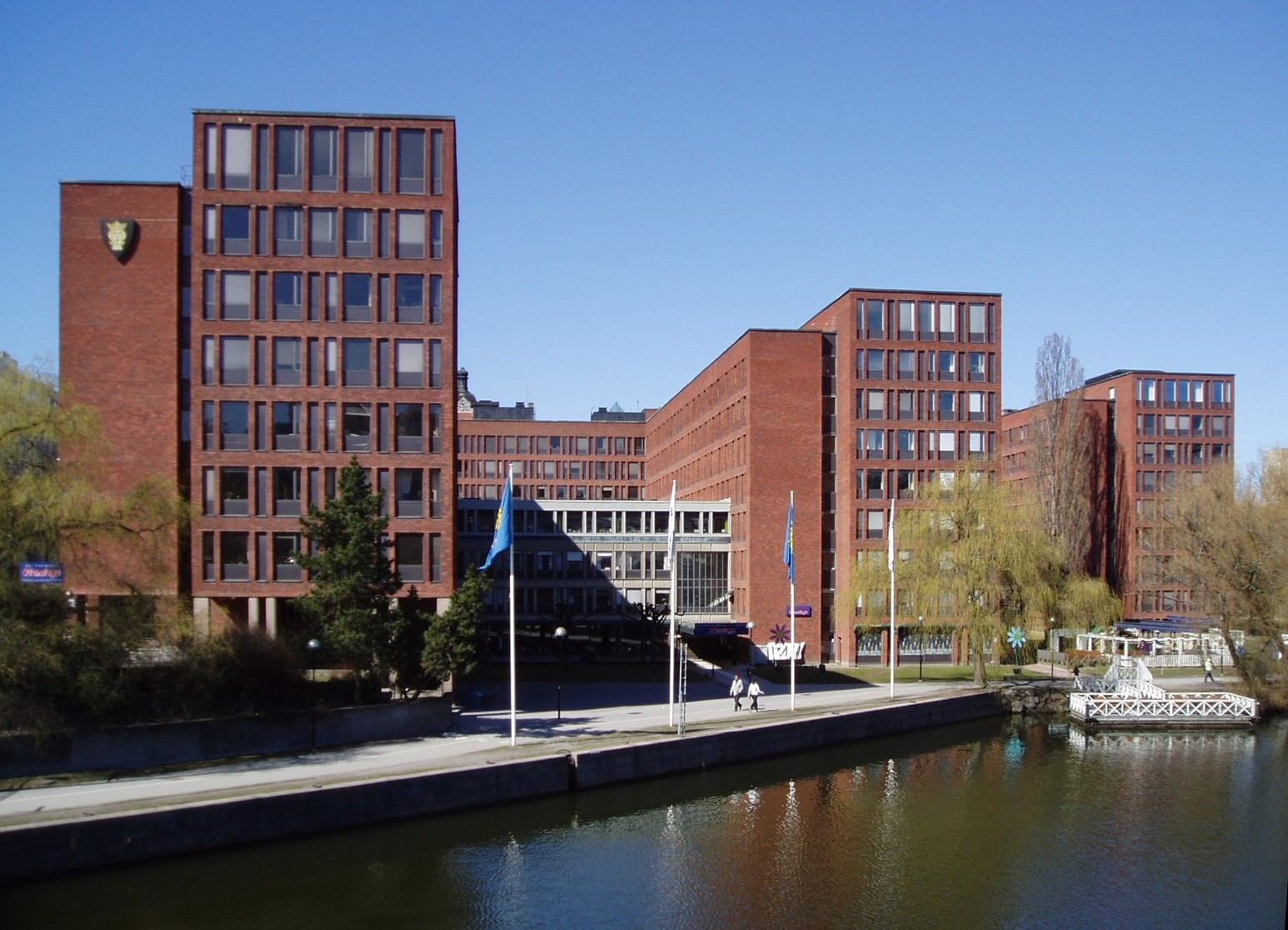
Trafikkontoret har sitt kontor i Tekniska nämndhuset på Kungsholmen.

Trafikkontoret är en av 15 fackförvaltningar inom Stockholms kommun. Fackförvaltningarna sköter verksamheter som är gemensamma för hela staden och styrs av politiska nämnder, i trafikkontorets fall av trafiknämnden. Organisationen bildades i sin nuvarande form 2005, när dåvarande Gatu- och fastighetskontoret delades upp i flera nya förvaltningar.
Kontoret ansvarar för Stockholms trafik- och utemiljö och detta ansvar innefattar bland annat barmarksrenhållning och städning, vinterväghållning, belysning, trafikplanering, parkeringsövervakning, samordning av parkinvesteringar, samt utformning av och investeringar i stadens offentliga rum. Kontoret ansvarar (2018) till exempel för ca 4 000 gator, 211 mil gång- och cykelbanor, 11 000 papperskorgar och 100 000 belysningsstolpar runt om i staden.
Förvaltningen är i huvudsak belägen i Tekniska nämndhuset på Kungsholmen och har (2018) ca 380 anställda. För verksamhetsåret 2018 har kontoret en budget på ca 2,2 miljarder i kostnader, ca 1,6 miljarder i intäkter och ca 1,6 miljarder i investeringsutgifter. Från 2016 var Jonas Eliasson förvaltningschef.

## Andra fackförvaltningar i Stockholms kommun
- Fastighetskontoret, Stockholms stad
- Stadsbyggnadskontoret, Stockholms stad